# Publius Aelius Hadrianus Afer
Publius Aelius Hadrianus Afer was een rijke Romeinse senator en militair, die in de 1e eeuw in het Romeinse rijk leefde. Alhoewel van Romeinse afkomst was hij geboren en getogen uit Hispania, meer bepaald uit de stad Italica (in de buurt van het huidige Sevilla, Spanje).  Hij kwam uit een gevestigde, rijke en aristocratische familie met de rang van Praetor. Hij was de zoon van de nobele Romeinse vrouw genaamd Ulpia en zijn vader was een Romeinse senator, Publius Aelius Hadrianus Marullinus. De oom van Hadrianus Afer, langs moeders zijde, was de Romeinse generaal en senator Marcus Ulpius Traianus, de vader van Ulpia Marciana en haar jongere broer keizer Trajanus. 
Tijdens zijn ambt verbleef hij verschillende keren in Rome. Zijn achternaam Afer is Latijn voor Afrikaans. Hij ontving deze bijnaam, vanwege zijn uitstekende service in Mauretania in de Romeinse provincie Africa. Hadrianus Afer trouwde met Domitia Paulina, een Spaanse Romeinse vrouw uit een vooraanstaande familie uit Gades (het huidige Cádiz, Spanje). Hun kinderen waren een dochter, Aelia Domitia Paulina (75-130) en een zoon, de latere keizer Publius Aelius Hadrianus (76-138). Hij en zijn vrouw sterven in 86, zijn kinderen werden opgevoed door zijn neef Trajanus en de Romeinse officier Publius Acilius Attianus.